# Thomas Fuller
Thomas Fuller   (Àfrica Occidental, 1710 - Alexandria, 1790) va ser un esclau negre nord-americà amb una gran habilitat pel càlcul mental.
Nascut en algun lloc de la costa occidental de l'Àfrica, el 1724, amb catorze anys, va ser capturat, embarcat i traslladat a l'Amèrica britànica on va ser venut com esclau. Els seus propietaris, la família Cox d'Alexandria (Virgínia), veient la seva habilitat en el càlcul mental, i tot i que no sabia llegir ni escriure, el van posar al capdavant de la seva finca de més de 100 Ha i mai el van voler vendre malgrat les sucoses ofertes que van rebre per ell.
Les seves habilitats van ser tan conegudes que li van posar els malnoms de Virginia Calculator i Negro Domus. Quan ja tenia entorn dels setanta anys, dos cavallers de Filadèlfia, Samuel Coates i William Hartshorne, membres de la Pennsylvania Abolition Society, el van visitar i li van fer preguntes del tipus "quants segons te un any i mig?" o "quants minuts ha viscut una persona de setanta anys i 17 dies?", a les quals Fuller va respondre correctament en menys de tres minuts, sense ajudar-se de llapis i paper. Fuller va morir el 1790 sense haver aprés llegir ni escriure.
El seu cas es va convertir en el paradigma de l'abolicionisme durant els anys següents, ja que demostrava que no existia la pretesa inferioritat intel·lectual dels negres.